# Il vendicatore (film 1916)
Il vendicatore (Hell's Hinges) è una pellicola muta del 1916 diretta da Charles Swickard e da, non accreditati, William S. Hart e Clifford Smith.

## Trama
A Hell's Hinges, cittadina del West, arriva il reverendo Robert Henley, la cui missione è diffondere il Vangelo in quel paese di senza dio. Henley però viene boicottato dal proprietario del saloon, Miller, appoggiato da Blaze, un pistolero. Ma, quando quest'ultimo si innamora di Faith, la sorella di Henley, finisce per aiutare il reverendo nella sua opera. Miller, abbandonato dal socio, organizza una trappola per screditare il religioso: incarica una delle sue ragazze, Dolly, di ubriacarlo e sedurlo; Henley va a finire così nella camera della ballerina, e lì viene sorpreso dentro il suo letto.
Gli scagnozzi di Miller, allora, bruciano la chiesa e Robert resta ucciso. Per vendicarne la morte, il pistolero brucia a sua volta il saloon, lasciando però andar via Miller e i suoi; poi, insieme a Faith, dopo aver sepolto Henley va via da Hell's Hinges in cerca di una nuova vita.

## Produzione
Il film fu prodotto dalla Kay-Bee Pictures e dalla New York Motion Picture. In esterni, venne girato a Lake Arrowhead, nella San Bernardino National Forest. Le riprese durarono dal 4 settembre al 26 ottobre 1915.

## Distribuzione
I diritti d'autore della pellicola, richiesti dalla Triangle Film Corp., furono registrati il 15 febbraio 1916 con il numero LU7636. Distribuita dalla Triangle Distributing, la pellicola uscì nelle sale cinematografiche statunitensi il 5 marzo 1916; in Italia uscì nel 1922, distribuito dalla Monat.
Copie della pellicola sono conservate negli archivi della Library of Congress, dell'International Museum of Photography and Film at George Eastman House, del Museum of Modern Art, all'EmGee Film Library, in collezioni private, alla Cinémathèque Royale de Belgique di Bruxelles, alla Cineteca del Friuli di Gemona, al Danish Film Institute di Copenaghen, alla Library of Congress di Washington, al BFI/National Film And Television Archive di Londra, al Filmmuseum di Amsterdam, all'Academy Film Archive di Beverly Hills.
La pellicola è stata inserita in Treasures from American Film Archives, un'antologia DVD di 642 minuti della National Film Preservation Foundation, distribuita il 3 ottobre 2000 dall'Image Entertainment.